# Comuna de Olszówka
Olszówka (polaco: Gmina Olszówka) é uma gminy (comuna) na Polónia, na voivodia de Grande Polónia e no condado de Kolski. A sede do condado é a cidade de Olszówka.
De acordo com os censos de 2006, a comuna tem 4787 habitantes, com uma densidade 59 hab/km².

## Área
Estende-se por uma área de 81,54 km², incluindo:
- área agricola: 92%
- área florestal: 2%

## Demografia
Dados de 30 de Junho 2004:
|                      | Total   | Total | Mulheres | Mulheres | Homens  | Homens |
| -------------------- | ------- | ----- | -------- | -------- | ------- | ------ |
|                      | pessoas | %     | pessoas  | %        | pessoas | %      |
| População            | 4807    | 100   | 2427     | 50,5     | 2380    | 49,5   |
| Densidade (pop./km²) | 59      | 100   | 29,8     | 29,8     | 29,2    | 29,2   |

De acordo com dados de 2002, o rendimento médio per capita ascendia a 1225,88 zł.

## Comunas vizinhas
- gmina Dąbie, Comuna de Grabów, Comuna de Grzegorzew, gmina Kłodawa